# Monomotor
Um Monomotor é uma aeronave dotada de um único motor.
De modo geral, o funcionamento e a operação das aeronaves monomotoras são bem mais simples e descomplicados que o funcionamento e a operação das aeronaves bimotoras, com a significativa redução de complexidade de sistemas hidráulicos, elétricos, eletrônicos e mecânicos, com a consequente redução dos custos operacionais em relação às aeronaves bimotoras, ou seja, as aeronaves monomotoras são bem mais fáceis e econômicas de operar e manter do que as aeronaves bimotoras.
Alguns modelos de aeronaves monomotoras, como o Pilatus PC-12 e a família TBM da marca europeia Socata, têm velocidades de cruzeiro de 500 km/h ou mais.
Os aviões monomotores foram muito usados nas décadas de 1970 e 1980 nas operações garimpeiras no Brasil, principalmente nas regiões Norte, Nordeste e no Centro oeste brasileiro, alguns pilotos eram apelidados de Kamikazes garimpeiros.

## Galeria

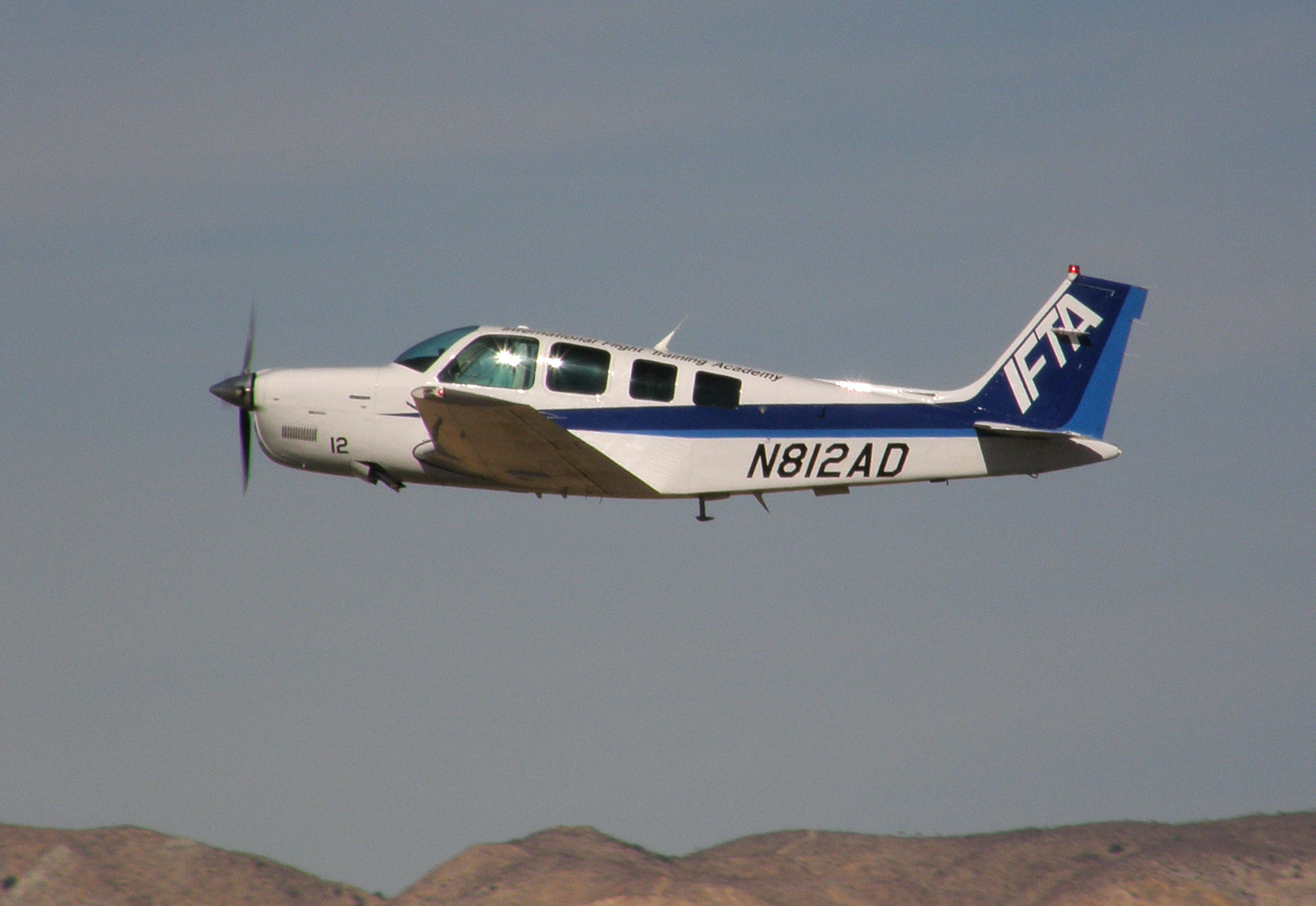
Beechcraft Bonanza
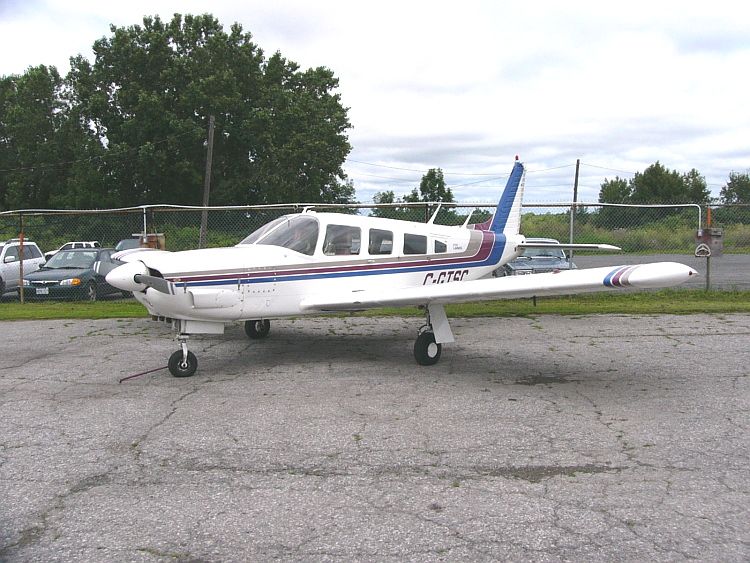
Piper Saratoga
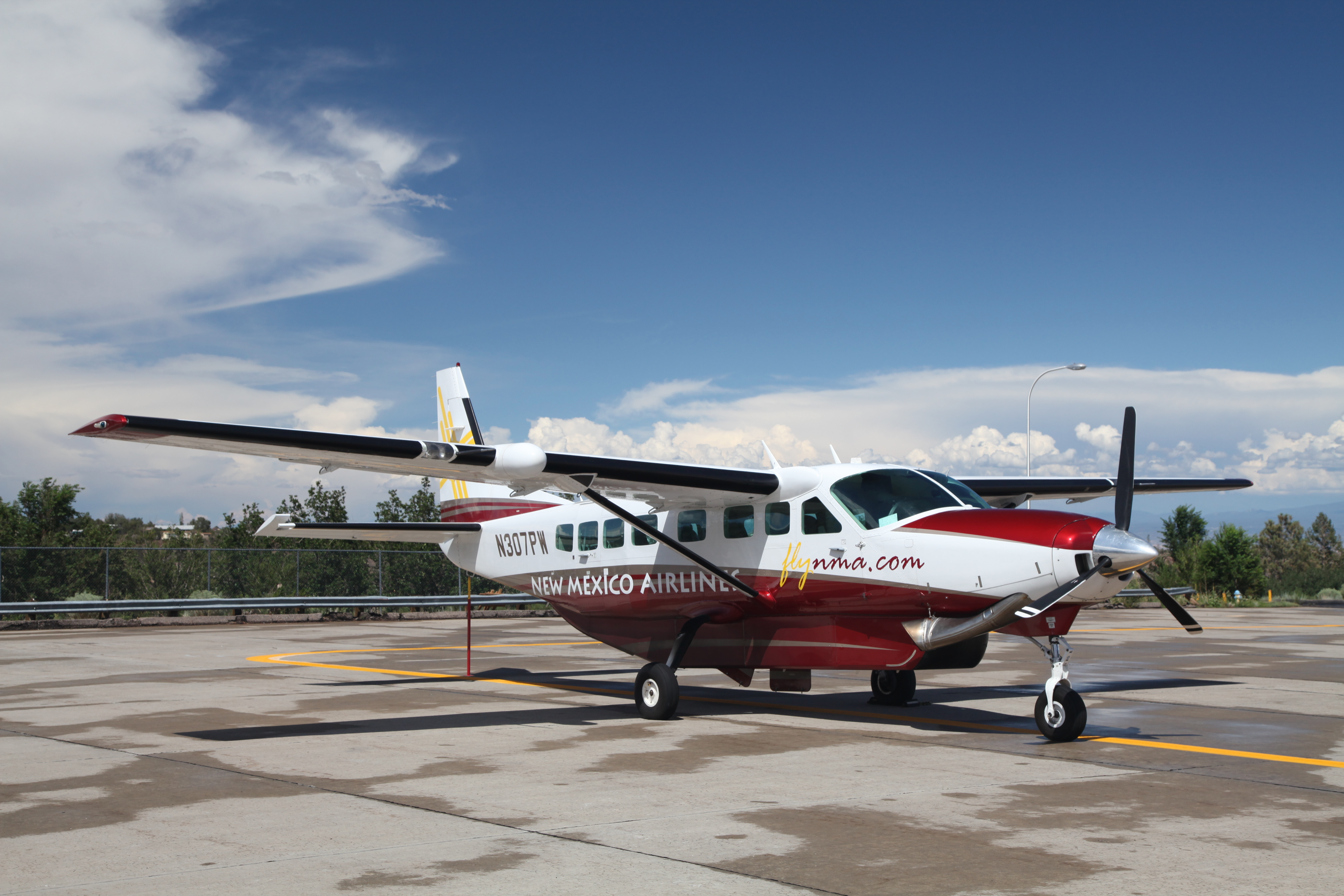
Cessna 208 Caravan
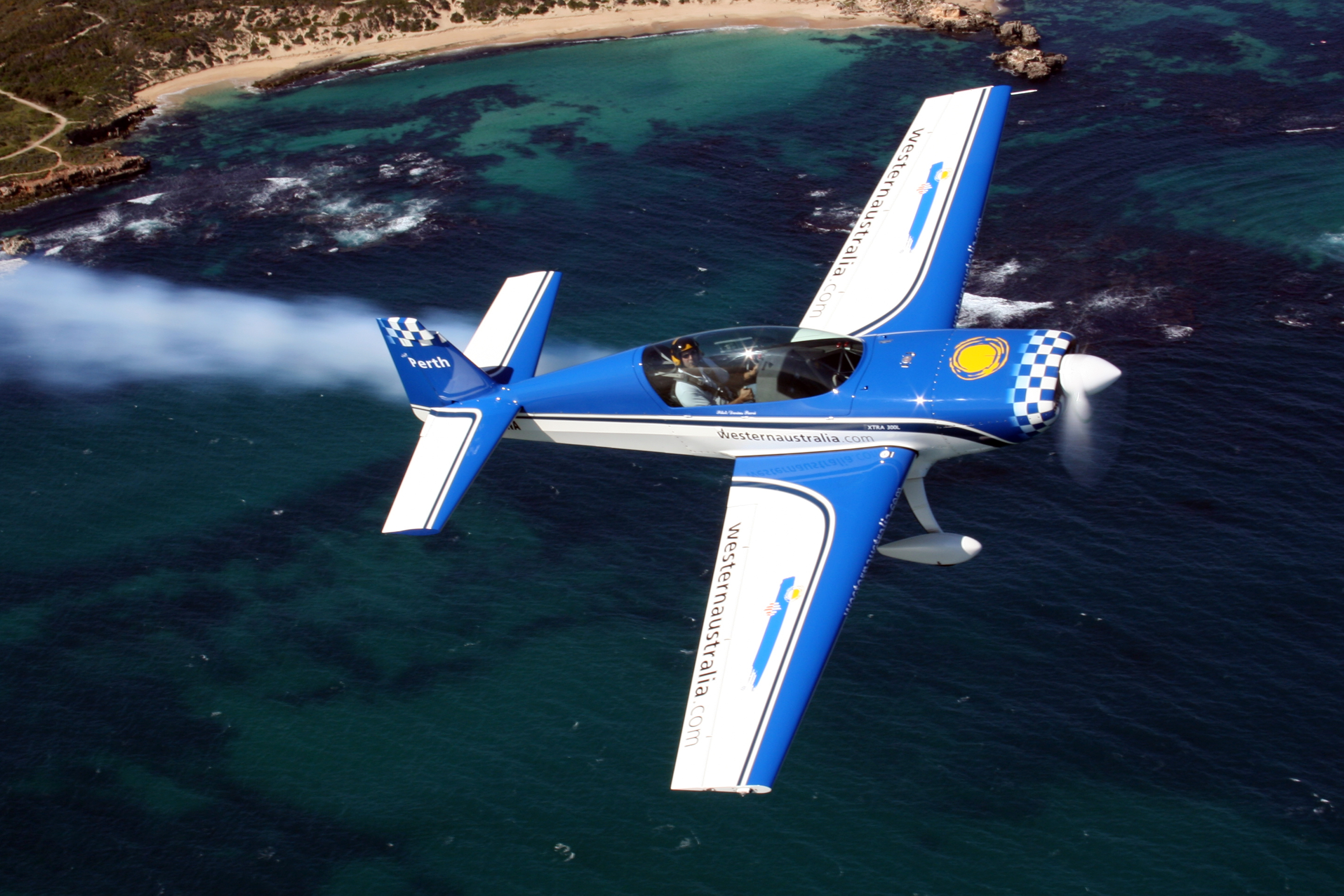
Extra EA-300
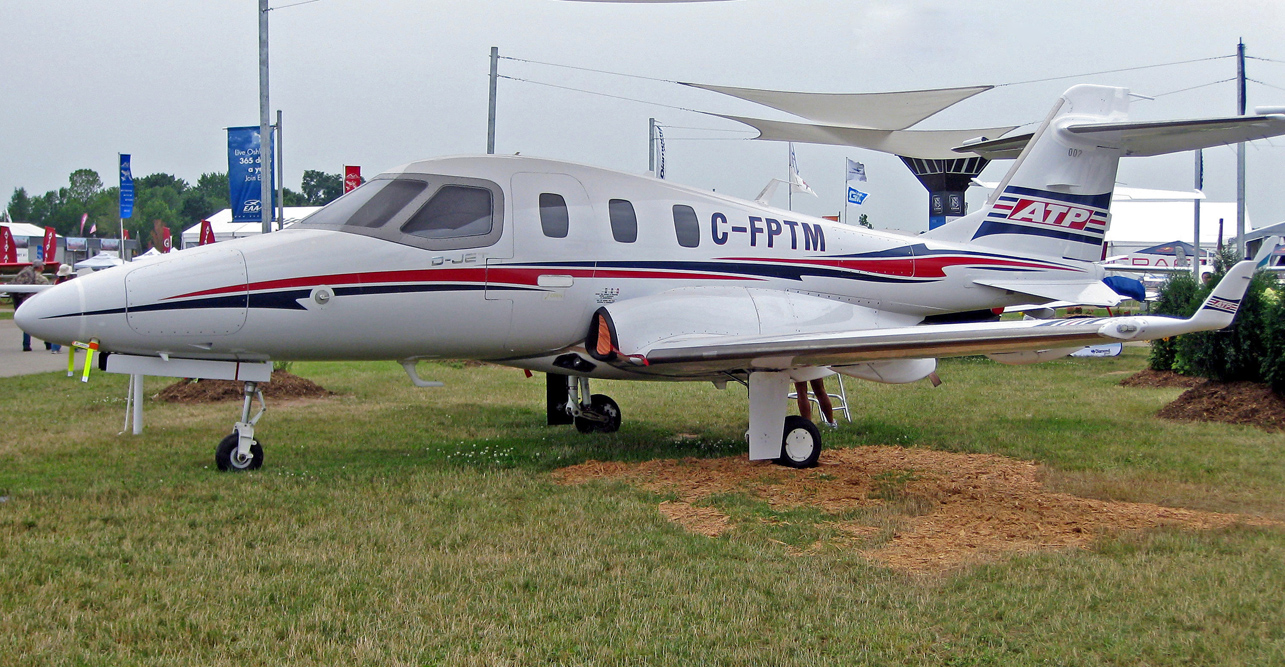
Diamond D-Jet
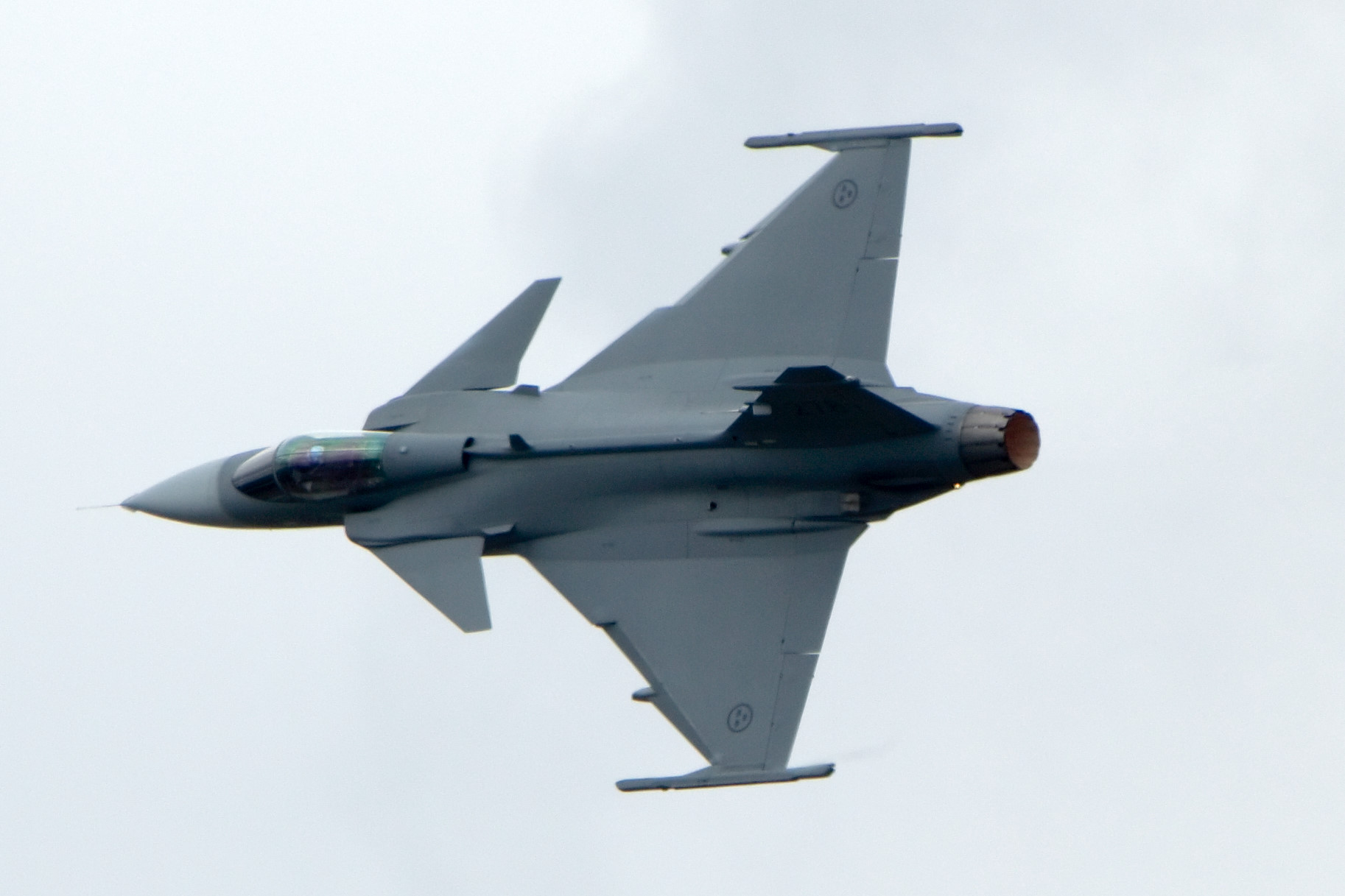
JAS 39 Gripen
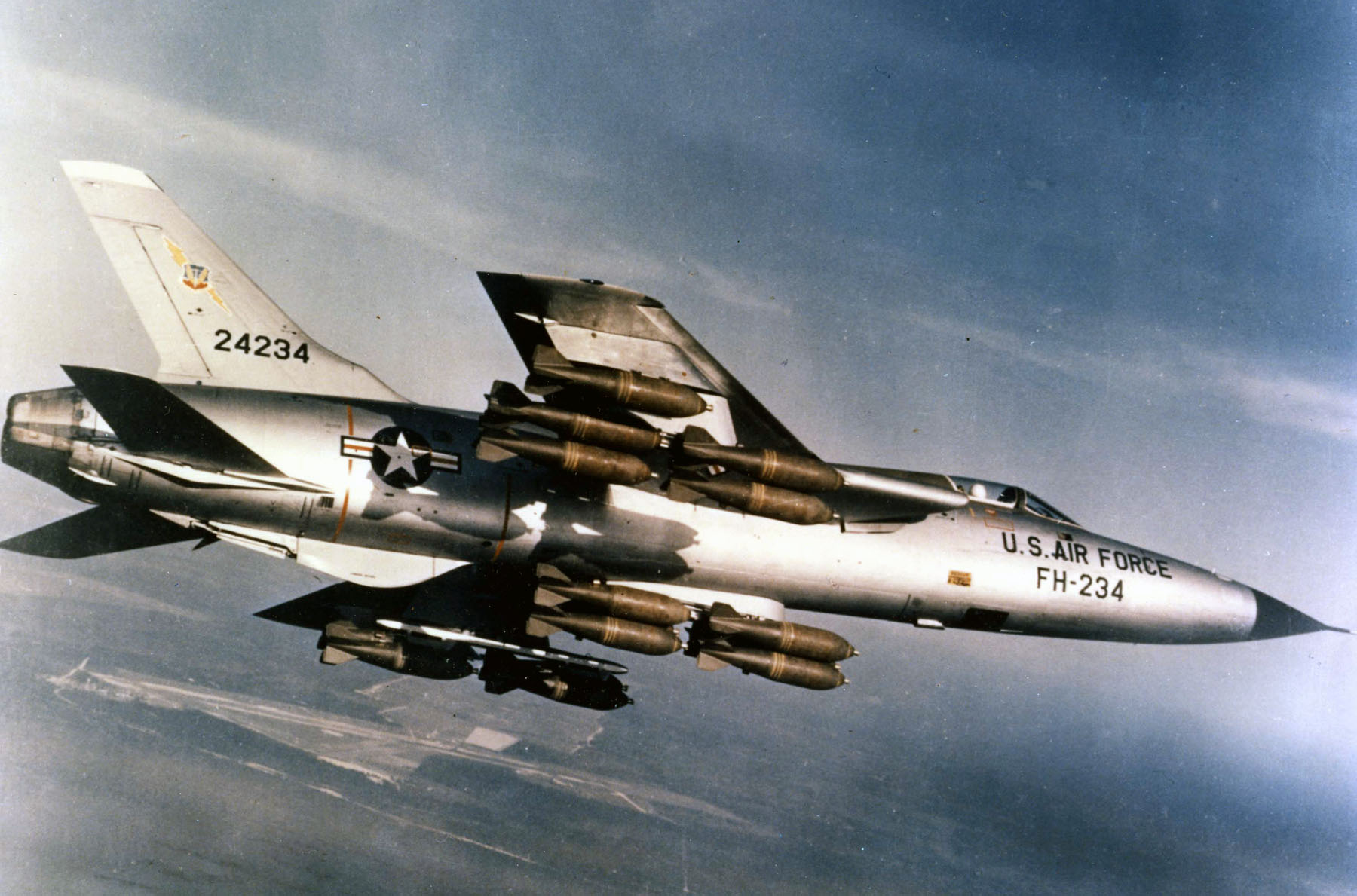
F-105 Thunderchief
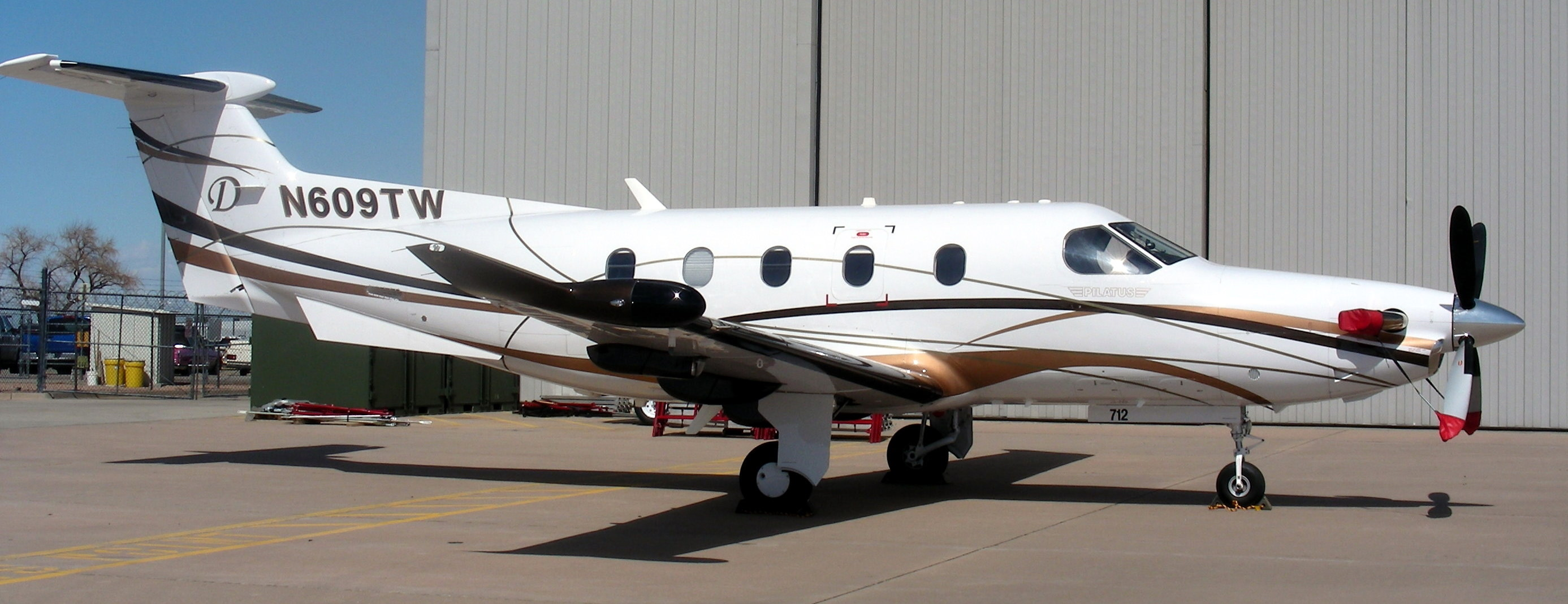
Pilatus PC-12